# Sasha Yunisoglu
Sasha Yunisoglu, né le 18 décembre 1985 à Mykolaiv en Ukraine, est un footballeur international azerbaïdjanais. Il est défenseur.

## Carrière

### En club
- 2002 :  Khazar University Bakou
- 2003 :  Neftchi Bakou
- 2003-2004 :  Bakili Bakou
- 2004-2007 :  MKT Araz Imisli
- 2007-2008 :  Dyskobolia
- 2008-2009 :  Polonia Varsovie
- 2009-2010 :  FK Bakou
- 2010- :  Qəbələ FK

### En sélection
Saşa Yunisoğlu compte depuis 2007 vingt-cinq sélections avec l'équipe d'Azerbaïdjan.

### Palmarès
- Finaliste de la Coupe d'Azerbaïdjan : 2007
- Coupe de la Ligue polonaise : 2008